# 李德奎
李德奎（1946年6月—），男，藏族，甘肃肃南人，中华人民共和国政治人物，曾任甘肃省人民检察院党组书记、检察长，甘肃省人大常委会副主任，甘肃省总工会主席。